# Jacques-Louis David
Jacques-Louis David (født 30. august 1748, død 29. december 1825) var en fransk nyklassicistisk maler.

## Davids politiske karriere
Jacques-Louis David blev favoriseret af Ludvig 16.. Da Den Franske Revolution kom, støttede David omvæltningerne og blev en ivrig republikaner og ven af Robespierre. Han var formand for Nationalkonventet fra den 5. til den 20. januar 1794 og var medunderskriver på kongens dødsdom.
Da Robespierre blev væltet og henrettet, blev David også dødsdømt, men han blev reddet af amnestien 26. oktober 1795. Han skulle blive Napoleons foretrukne maler, og David malede i 1806-07 det enorme billede af Napoleon og kejserinde Josefines kroning i 1804. Da Napoleon var endeligt afsat, og bourbonerne vendte tilbage, måtte David søge i eksil i Bruxelles. Den nye konge, Ludvig 18., var Ludvig 16.'s bror, og Davids navn på dødsdommen kunne ikke bortforklares. David endte sine dage i Bruxelles.

## David som lærer
Efter Kunstakademiets nedlæggelse i 1793 drev David sin egen skole for unge kunstnere i Louvre. Her blev eleverne mødt med kravet om at tegne og male efter naturen. I praksis bestod undervisningen i tegning efter levende model. Mange franske og udenlandske kunstnere var i Davids skole heriblandt Antoine-Jean Gros, J.-A.-D. Ingres og C.W. Eckersberg, der tog Davids undervisningsprincipper med sig til København, da han i 1818 blev professor ved Det Kongelige Academie for de skjønne Kunster.

## Davids værker
David malede nogle af de mest berømte værker før, under og efter Den Franske Revolution. I 1784 brød han endegyldigt med rokokoen og malede Horatiernes ed. Kompositionen er i en streng nyklassicistisk stil, som nærmest lader personerne optræde på en teaterscene. Motivet kom fra antik, romersk historie og lægger vægt på stoicisme og patriotisme. David ønskede at genoptage Poussin og Le Bruns kunstneriske principper, der byggede på antikkens idealer, og dermed blev han en faderfigur for den nyklassicistiske kunst.
Da lægen og redaktøren Jean-Paul Marat blev myrdet i sit bad i 1793, malede David et af sine mest ikoniske billeder, Marats død. Billedet var med til at gøre Marat til martyr for revolutionen.
I 1799 malede David Sabinerinderne, der markerede forsoning efter Den Franske Revolution. Historien om de sabinske kvinder, som blev ranet af romerne, er velkendt i billedkunsten. David valgte et senere punkt i fortællingen, hvor sabinerinderne forhindrer deres mænd i at nedslagte romerne. I mellem tiden havde kvinderne stiftet familie med fjenden, og tiden var nu til fred. Det er denne scene David illustrerer. Som noget nyt udstillede maleren ikke sit store billede på den årlige salonudstilling, men viste det i sit atelier i Louvre og tog entré.
Da Napoleon kom til magten fik David en ny arbejdsgiver og malede adskillige portrætter af kejseren samt kroningsbilledet, der vakte stor opsigt.
Ny Carlsberg Glyptotek ejer det eneste maleri af David på dansk jord, nemlig portrættet af Greve de Turenne, som blev til i Bruxelles. Ligesom David var Turenne i eksil, da han havde været en af Napoleons nærmeste.

## Galleri
- Jacques-Louis David, Sokrates' død, 1787, Metropolitan Museum of Art
- Jacques-Louis David, Marats død, 1793, Musées royaux des Beaux-Arts de Belgique
- Jacques-Louis David, Bonaparte ved Grand-Saint-Bernard, 1800, Schloss Charlottenburg
- Jacques-Louis David, Madame Récamier, 1800, Louvre
- Jacques-Louis David og Georges Rouget, Kejser Napoleon og kejserinde Josefines kroning 1806-07, Louvre
- Jacques-Louis David, Kejser Napoleon i sit studerekammer i Tuilerierne, 1812, National Gallery of Art
- Jacques-Louis David, Greve de Turenne, 1816, Ny Carlsberg Glyptotek
- Jacques-Louis David, Mars afvæbnes af Venus, 1824, Musées royaux des Beaux-Arts de Belgique